# Tribrometo de arsênico
Tribrometo de arsênio é o composto químico com fórmula AsBr3.  Esta molécula piramidal é o único brometo de arsênio binário conhecido. Se forma pela reação direta do bromo e do arsênio.  AsBr3 é notável pelo seu alto índice de refração de aproximadamente 2,3. Ele também tem muito alta susceptividade diamagnética.

## Brometos de arsênio
AsBr5 não é conhecido, embora o composto correspondente de fósforo PBr5 seja. AsBr3 é o primeiro de uma série de bromoarsenatos aniônicos hipervalentes incluindo [As2Br8]2−, [As2Br9]3−, e [As3Br12]3−.
Brometos organoarsênicos, (CH3)2AsBr e  (CH3)AsBr2 são formados eficientemente pela reação catalisada por brometo de metila cúprico com o arsênio metálico.  Esta síntese é similar ao processo direto usado para a síntese de clorosilanos de metila.